# Шейла Ватт-Клутьє
Шейла Ватт-Клутьє (до шлюбу Ватт; англ. Sheila Watt-Cloutier; 2 грудня 1952 — Кууджуак, Нунавік, Квебек, Канада) — інуїтська громадська і політична діячка, письменниця, борчиня за права людини і дотримання прав інуїтів та інших корінних народів, а також їхньої культури, екоактивістка. Нагороджена призом Софії (2005), орденом Канади (2006), а в 2015 році — премією «За правильний спосіб життя». Номінантка Нобелівської премії миру (2007).

## Життєпис
Народилася 2 грудня 1952 року в канадському селі Кууджуак, регіон Нунавік. Мати, Дейзі Ватт (1921—2002), була перекладачкою та лікаркою. Батько, Джордж Корнелсон, дослідником Півночі.
У 1956 році сім'я переїхала до Нью-Форт-Чімо — колишньої американської військової бази. Батько пішов із сім'ї, тому протягом перших десяти років Шейлу виховували матір і бабуся по материнській лінії.
За успіхи в навчанні у 10 років Шейла Ватт нагороджена участю у федеральній урядовій освітній програмі на півдні Канади. В рамках програми вона переїжджає на південь в сім'ю європейців, що проживали в провінції Нова Шотландія. Цей час вона описувала як досить морально травматичний. Наполегливе вивчення англійської на новому місці обернулося тим, що вона стала забувати рідну мову і культурні традиції.
Через два роки переведена до центру професійної підготовки в Черчиллі (англ. Churchill Vocational Centre), де засвоїла навички кулінарії, ведення домашнього господарства, шиття, а також займалася баскетболом, волейболом і гімнастикою.
Після повернення додому в 1970 році Шейла Ватт 4 роки працювала перекладачкою в місцевій лікарні.
Навесні 1974 року одружилася з Денисом Клутьє (англ. Denis Cloutier) — французько-канадським диспетчером, якого зустріла в аеропорті Форт-Чімо. Народила доньку Сільвію і сина Еріка.
У 1977 році з родиною переїхала до Монреалю, через кілька років — до сусіднього Сент-Есташ. В цей час Ватт-Клутьє працювала в передмісті Монреаля — Дорваль, займаючись адміністративною роботою в головному офісі шкільної ради округу Катіків.

## Діяльність
У 1990 році Ватт-Клутьє посіла посаду уповноваженої при регіональній раді охорони здоров'я. До кола її обов'язків входило вивчення наслідків зловживання алкоголем і наркотиками в громадах Півночі. У 1993 році Ватт-Клутьє брала участь в місцевих виборах. У 1998 році під її керівництвом випущений документальний фільм «Захоплюючий дух: подорож інуїтів» (англ. Capturing Spirit: The Inuit Journey), де розкрита проблема самогубств, наркоманії та злиденності серед інуїтів, зумовлені втратою культурної ідентичности.
У 1995 році Ватт-Клутьє обрана на посаду президента полярної ради інуїтів (ICC), що представляє інтереси інуїтів, які проживають в Гренландії, Канаді, на Алясці та Чукотці. Посідала посаду до 2002 року.
У 2007 році — номінантка Нобелівської премії миру за екологічну та політичну активність в боротьбі з наслідками зміни клімату для інуїтів. У 2015 році за захист прав ескімосів в Арктиці нагороджена премією «За правильний спосіб життя».
В 2019 році виступила з доповіддю про негативні наслідки зміни клімату для інуїтів під час саміту The Global Alliance on Banking Values (Ванкувер).